# 사람은 꿈을 두 번 꾼다
〈사람은 꿈을 두 번 꾼다〉(人は夢を二度見る 히토와유메오니도미루[*])는 일본의 여성 아이돌 그룹 노기자카46의 32번째 싱글이다. 2023년 3월 29일에 N46Div.를 통해 발매되었다. 센터는 쿠보 시오리와 야마시타 미즈키가 맡았다.